# Fandral
Fandral é um personagem de história em quadrinhos da Marvel Comics e membro fundador dos Três Guerreiros, trio de aventureiros asgardianos composto por Fandral, Hogun e Volstagg. Eles integram o universo de personagens diretamente ligados às histórias de Thor e comumente fornecem alívio cômico e aventuras paralelas à mitologia do personagem. Sua primeira aparição ocorreu em agosto de 1965 na revista Journey into Mystery #119 e foi criado por Stan Lee e Jack Kirby.
O escritor Stan Lee inspirou-se no ator Errol Flynn quando criou Fandral.

## Poderes e Habilidades
Fandral é membro de uma raça de super-humanos conhecida como Asgardianos. Como todo asgardiano, ele possui força, resistência e durabilidade sobre-humanas, além disso, seus ossos, pele e músculos são três vezes mais densos do que um típico humano, concedendo a Fandral alta resistência à lesões ou ferimentos.
Fandral é um mestre espadachim e um excelente guerreiro no campo de batalha. Ele é altamente proficiente no uso de todos os tipos de armas cortantes e sua destreza, agilidade e velocidade sobre-humanas são significantemente maiores do que um homem asgardiano adulto comum. Thor refere-se a Fandral como “o melhor de nós com uma espada”.

## Em outras mídias

### Filmes
Fandral tem participações nos três primeiros filmes de Thor no Universo Cinematográfico Marvel, interpretado por Joshua Dallas em Thor, e Zachary Levi em Thor: The Dark World e Thor: Ragnarok, o último uma breve aparição.

### Animações
- Fandral aparece em episódios das séries The Super Hero Squad Show, The Avengers: Earth's Mightiest Heroes, Hulk and the Agents of S.M.A.S.H., e Guardians of the Galaxy.
- Fandral tem breves aparições nos longas animados Hulk vs. Thor e Thor: Tales of Asgard.

### Videogames
Fandral aparece como um personagem recrutável em Marvel: Avengers Alliance. Ele interage especialmente com Volstagg ou Hogun se eles também estiverem no grupo do jogador.